# Marija Vuković (atleta)
Marija Vuković (in montenegrino Марија Вуковић; Tenin, 21 gennaio 1992) è un'altista montenegrina, medaglia d'argento agli Europei di Monaco di Baviera 2022 e vincitrice di numerose medaglie ai Giochi dei piccoli stati d'Europa.

## Biografia
Vuković è nata da una famiglia serba trasferitasi dopo la sua nascita a Cettigne. Con la vittoria ai Mondiali juniores 2010, è diventata la prima atleta montenegrina a vincere una medaglia nell'atletica leggera. Inoltre, è detentrice di entrambi i record nazionali nella sua specialità.

## Record nazionali
- Salto in alto: 1,97 m ( Smederevo, 27 giugno 2021)
- Salto in alto indoor: 1,96 m ( Banská Bystrica, 15 febbraio 2022)

## Palmarès
| Anno | Manifestazione                    | Sede             | Evento        | Risultato      | Prestazione | Note  |
| ---- | --------------------------------- | ---------------- | ------------- | -------------- | ----------- | ----- |
| 2007 | Mondiali U18                      | Ostrava          | Salto in alto | 26ª (q)        | 1,65 m      |       |
| 2007 | Campionati balcanici U20          | Kragujevac       | Salto in alto | Argento        | 1,78 m      |       |
| 2008 | Mondiali U20                      | Bydgoszcz        | Salto in alto | 18ª (q)        | 1,78 m      |       |
| 2009 | Campionati balcanici indoor       | Il Pireo         | Salto in alto | Bronzo         | 1,80 m      |       |
| 2009 | Giochi del Mediterraneo           | Pescara          | Salto in alto | 5ª             | 1,75 m      |       |
| 2009 | Mondiali U18                      | Bressanone       | Salto in alto | 9ª             | 1,75 m      |       |
| 2009 | Europei U20                       | Novi Sad         | Salto in alto | Argento        | 1,89 m      |       |
| 2010 | Mondiali U20                      | Moncton          | Salto in alto | Oro            | 1,91 m      |       |
| 2010 | Europei                           | Barcellona       | Salto in alto | 21ª (q)        | 1,87 m      |       |
| 2011 | Giochi dei piccoli stati d'Europa | Schaan           | Salto in alto | Oro            | 1,86 m      |       |
| 2011 | Europei U20                       | Tallinn          | Salto in alto | 8ª             | 1,81 m      |       |
| 2011 | Mondiali                          | Taegu            | Salto in alto | 27ª (q)        | 1,80 m      |       |
| 2013 | Campionati balcanici indoor       | Istanbul         | Salto in alto | 5ª             | 1,74 m      |       |
| 2013 | Giochi dei piccoli stati d'Europa | Lussemburgo      | Salto in alto | Oro            | 1,77 m      |       |
| 2013 | Campionati balcanici              | Stara Zagora     | Salto in alto | 7ª             | 1,75 m      |       |
| 2015 | Campionati balcanici indoor       | Istanbul         | Salto in alto | Bronzo         | 1,82 m      |       |
| 2015 | Europei indoor                    | Praga            | Salto in alto | 20ª (q)        | 1,77 m      |       |
| 2015 | Universiadi                       | Gwangju          | Salto in alto | 4ª             | 1,80 m      |       |
| 2015 | Giochi europei                    | Baku             | Salto in alto | Oro            | 1,86 m      | [ 3 ] |
| 2015 | Campionati balcanici              | Pitești          | Salto in alto | Bronzo         | 1,87 m      |       |
| 2016 | Campionati balcanici indoor       | Istanbul         | Salto in alto | Argento        | 1,84 m      |       |
| 2016 | Europei                           | Amsterdam        | Salto in alto | 18ª (q)        | 1,85 m      |       |
| 2016 | Campionati balcanici              | Pitești          | Salto in alto | Argento        | 1,88 m      |       |
| 2017 | Campionati balcanici indoor       | Belgrado         | Salto in alto | Argento        | 1,86 m      |       |
| 2017 | Europei indoor                    | Belgrado         | Salto in alto | 17ª (q)        | 1,86 m      |       |
| 2017 | Giochi dei piccoli stati d'Europa | Serravalle       | Salto in alto | Oro            | 1,91 m      |       |
| 2017 | Campionati balcanici              | Novi Pazar       | Salto in alto | Bronzo         | 1,84 m      |       |
| 2017 | Mondiali                          | Londra           | Salto in alto | 21ª (q)        | 1,85 m      |       |
| 2017 | Universiadi                       | Taipei           | Salto in alto | 4ª             | 1,88 m      |       |
| 2018 | Campionati balcanici indoor       | Istanbul         | Salto in alto | Argento        | 1,89 m      |       |
| 2018 | Camp. dei piccoli stati d'Europa  | Schaan           | Salto in alto | Oro            | 1,86 m      |       |
| 2018 | Europei                           | Berlino          | Salto in alto | 18ª (q)        | 1,81 m      |       |
| 2018 | Campionati balcanici              | Stara Zagora     | Salto in alto | 5ª             | 1,80 m      |       |
| 2019 | Campionati balcanici indoor       | Istanbul         | Salto in alto | Argento        | 1,92 m      |       |
| 2019 | Europei indoor                    | Glasgow          | Salto in alto | 13ª (q)        | 1,89 m      |       |
| 2019 | Giochi dei piccoli stati d'Europa | Antivari         | Salto in alto | Oro            | 1,86 m      |       |
| 2019 | Mondiali                          | Doha             | Salto in alto | 18ª (q)        | 1,85 m      |       |
| 2019 | Campionati balcanici              | Pravec           | Salto in alto | Bronzo         | 1,80 m      |       |
| 2021 | Europei indoor                    | Toruń            | Salto in alto | 7ª             | 1,92 m      |       |
| 2021 | Olimpiadi                         | Tokyo            | Salto in alto | 9ª             | 1,96 m      |       |
| 2022 | Mondiali indoor                   | Belgrado         | Salto in alto | 4ª             | 1,95 m      |       |
| 2022 | Giochi del Mediterraneo           | Orano            | Salto in alto | Oro            | 1,92 m      |       |
| 2022 | Mondiali                          | Eugene           | Salto in alto | 14ª (q)        | 1,90 m      |       |
| 2022 | Europei                           | Monaco           | Salto in alto | Argento        | 1,95 m      |       |
| 2023 | Europei indoor                    | Istanbul         | Salto in alto | 10ª (q)        | 1,87 m      |       |
| 2023 | Mondiali                          | Budapest         | Salto in alto | 25ª (q)        | 1,85 m      |       |
| 2024 | Europei                           | Roma             | Salto in alto | Qualificazione | nm          |       |
| 2025 | Europei indoor                    | Apeldoorn        | Salto in alto | 8ª             | 1,85 m      |       |
| 2025 | Giochi dei piccoli stati d'Europa | Andorra La Vella | Salto in alto | Oro            | 1,85 m      |       |

## Altre competizioni internazionali
2009
- Argento agli Europei a squadre ( Sarajevo), salto in alto - 1,78 m

2010
- Argento agli Europei a squadre ( Marsa), salto in alto - 1,89 m

2011
- Argento agli Europei a squadre ( Reykjavík), salto in alto - 1,81 m

2013
- Argento agli Europei a squadre ( Banská Bystrica), salto in alto - 1,76 m

2014
- Bronzo agli Europei a squadre ( Tbilisi), salto in alto - 1,76 m

2017
- Oro agli Europei a squadre ( Marsa), salto in alto - 1,90 m

2019
- Oro agli Europei a squadre ( Skopje), salto in alto - 1,84 m